# Friedrich von Treuberg

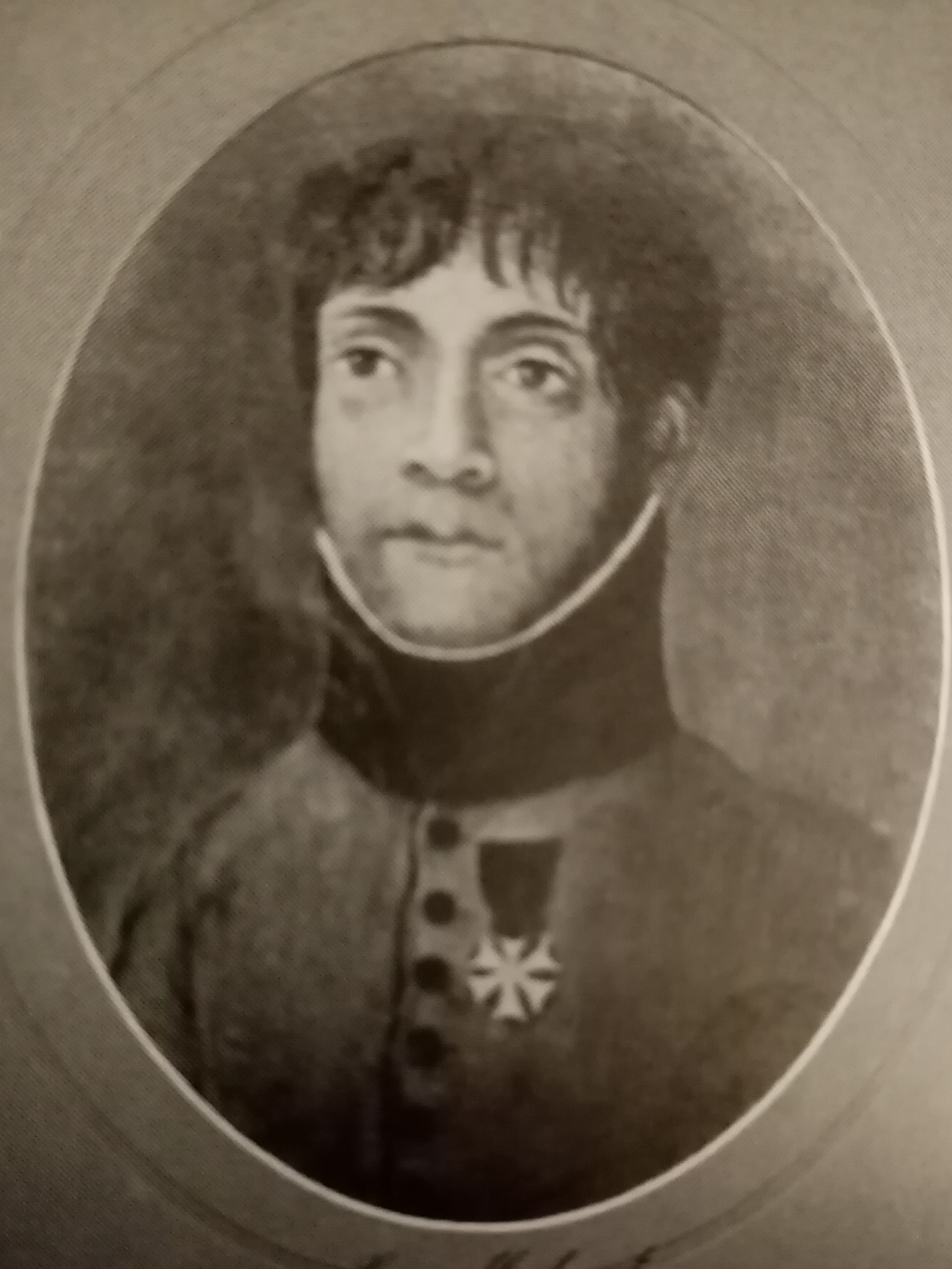
Generalleutnant Friedrich Freiherr von Treuberg ca. 1825

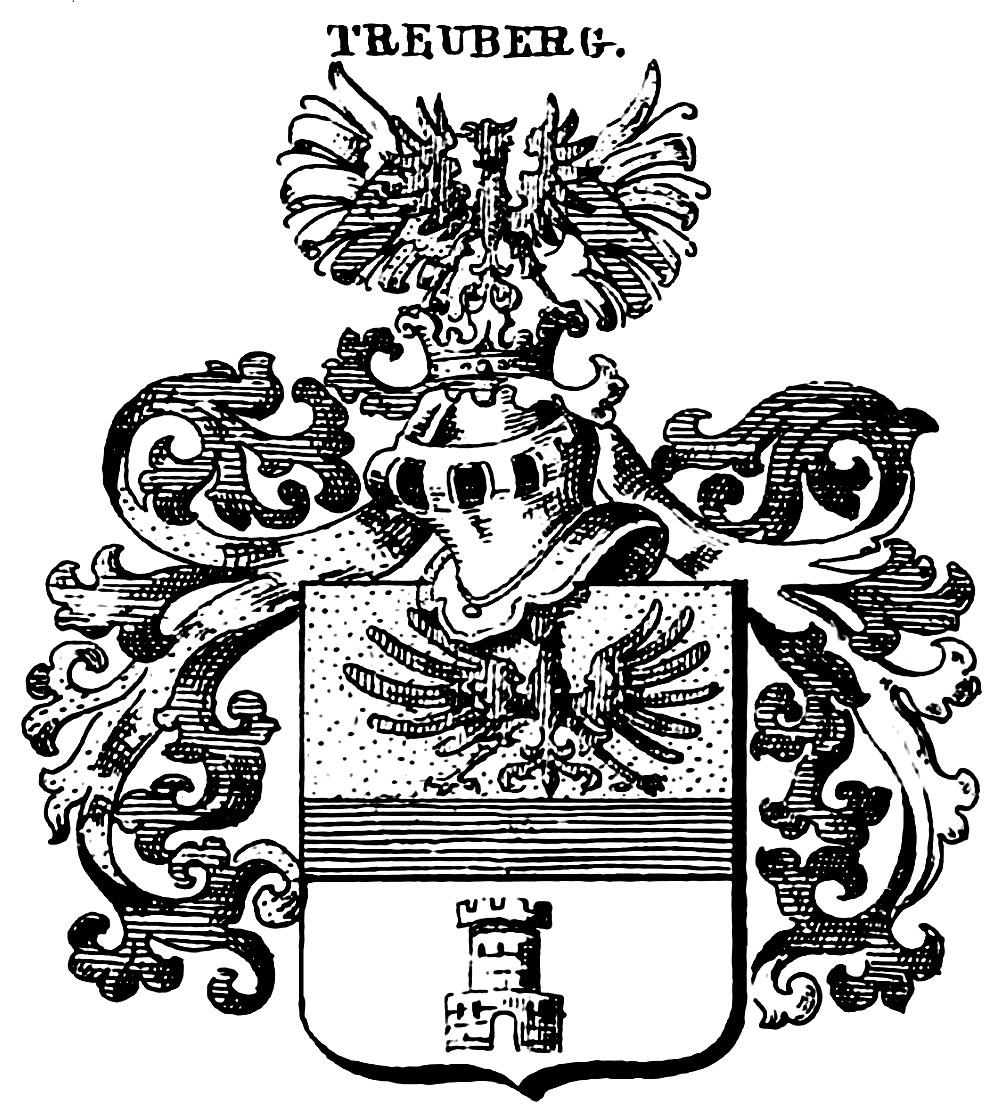
Persönliches Wappen des Friedrich Ritter von Treuberg 1814/1817

Friedrich Treuberg, seit 1814 Ritter von Treuberg, seit 1824 Freiherr von Treuberg (* 28. Dezember 1773 in oder bei Höchst im Odenwald als Friedrich Fidelis; † 30. Dezember 1831 in Würzburg) war ein bayerischer Generalleutnant.

## Leben

### Herkunft
Treuberg war der älteste Sohn des Grafen Ludwig II. von Erbach-Fürstenau (1728–1794) aus dessen Beziehung mit der bürgerlichen Christine Sophie Küchler, mit der der Graf 1784 eine morganatischer Ehe einging. Seine Ehefrau wurde „Madam Treuberg“, und damit wurde die morganatische Familie Treuberg begründet. Der bayerische Oberst Eginhard von Treuberg (1780–1827) war Friedrichs Bruder.

### Militärkarriere
1790 trat Treuberg als Fähnrich in die Dienste des 9. holländischen Infanterieregiments. 1793 wurde er bei der Belagerung von Maubeuge schwer verwundet. Er nahm in holländischen Diensten 1794/95 am Ersten Koalitionskrieg gegen Frankreich teil und wurde zum Oberleutnant in der 2. holländischen Halbbrigade befördert. Ende 1796 erwarb er eine Stelle als Oberleutnant im 3. Grenadier-Regiment der Bayerischen Armee und wurde 1798 zum Hauptmann befördert. Im Zweiten Koalitionskrieg nahm er an den Feldzügen 1799/1800 gegen Frankreich teil. 1805 wurde Treuberg Major im 9. Infanterie-Regiment. Da das Königreich Bayern sich dem Rheinbund angeschlossen hatte, war Treuberg nun auf französischer Seite an den Kriegen von 1805, 1807 und 1809 gegen Österreich und Preußen beteiligt. 1809 wurde er Oberstleutnant und Bataillonskommandeur. Er nahm 1812 am Russlandfeldzug als Oberst teil und machte sich bei der Rückführung der bayerischen Truppenteile verdient. Nachdem Bayern mit dem Vertrag von Ried am 8. Oktober die Fronten gewechselt hatte, zog Treuberg nunmehr als Kommandeur seines Regiments in den Feldzug 1813 gegen die Franzosen.
Das fünfte Armee-Korps der Alliierten unter General Carl Philipp von Wrede, zu dem Treubergs Regiment gehörte, erreichte vor Weihnachten den Raum Basel und belagerte die Festungen Hüningen und Belfort. Außerdem entsandte er Abteilungen zur Besetzung der kleineren befestigten Plätze im Oberelsass. Am 26. Dezember 1813 nahm Treuberg mit dem 1. Bataillon seines Regiments, das verstärkt durch kleine Abteilungen von Kavallerie und Artillerie, die Festung Landskron ein, die er seit dem 23. Dezember belagert hatte. Am 10. Januar 1814 übernahm Treuberg nach der Verwundung des Kommandierenden Generals Deroy das Kommando über die bayerischen Truppen, die auf Sainte-Marguerite und Saint-Dié-des-Vosges vorrückten, und nahm diese Orte ein.
Am 1. April 1815 wurde Treuberg zum Generalmajor und Brigadier der 2. Brigade ernannt, die er im Sommerfeldzug von 1815 führte. Unter Beförderung zum Generalleutnant erfolgte im Mai 1829 seine Ernennung zum Kommandanten der 2. Armee-Division und ein Jahr später zum Kommandanten der 4. Armee-Division.

## Ehrungen
Im Februar 1814 erhielt Treuberg den Russischen Orden des Heiligen Georg. Am 22. Juni 1814 wurde er zum Ritter des Militär-Max-Joseph-Ordens ernannt, mit dem der persönliche Adel verbunden ist, und am 16. Juli 1814 erhielt er den preußischen Orden Pour le Mérite. Am 15. Juni 1824 wurde er in den erblichen Freiherrenstand des Königreichs Bayern erhoben. In der Festung Germersheim wurde das nördlichste rechtsrheinische Vorwerk nach ihm benannt.

### Familie
Treuberg heiratete 1799 in Würzburg Maria Anna Battberger, mit der er den Sohn Friedrich (1803–1868) hatte. Nach dem Tod seiner ersten Frau heiratete er 1824 in Augsburg Johanna Barbara Hasel. Aus dieser Ehe ging der Sohn Karl (1825–1844) hervor.